# سیارک ۱۱۲۳۸
سیارک ۱۱۲۳۸ (به انگلیسی: 11238 Johanmaurits، نامگذاری:2044P-L) یازده هزار و دویست و سی و هشتمین سیارک کشف شده‌است که در ۲۴ سپتامبر ۱۹۶۰ کشف شد.